# Sterling Hayden
Sterling Hayden, alla nascita Sterling Relyea Walter, e dopo l'adozione a 9 anni Sterling Walter Hayden (Montclair, 26 marzo 1916 – Sausalito, 23 maggio 1986), è stato un attore e scrittore statunitense.
Protagonista di molti film western e noir, è ricordato in particolare per le sue interpretazioni in Giungla d'asfalto (1950) di John Huston, del pistolero Johnny Guitar nell'omonimo film (1954) di Nicholas Ray, del criminale Johnny Clay in Rapina a mano armata (1956), del generale Jack D. Ripper ne Il dottor Stranamore - Ovvero: come ho imparato a non preoccuparmi e ad amare la bomba (1964), entrambi di Stanley Kubrick, e del capitano McCluskey ne Il padrino (1972), primo capitolo della saga diretta da Francis Ford Coppola. Interpretò anche il ruolo di Leo Dalcò in Novecento (1976), diretto da Bernardo Bertolucci.

## Biografia
Nacque nel New Jersey da George e Frances Walter. Alla morte del padre, a 9 anni, venne adottato da James Hayden e crebbe spostandosi tra New Hampshire, Massachusetts, Pennsylvania, Washington e infine Maine, dove completò gli studi. Nella prima parte della sua esistenza fu un avventuriero e un uomo d'azione, non troppo dissimile dal cliché di personaggi che spesso interpretò come attore. A 17 anni s'imbarcò come mozzo, fece poi il pescatore a Terranova, quindi lavorò in grandi navi da pesca anche come pompiere e, a 22 anni, era già capitano su imbarcazioni che facevano il giro del mondo.
Più tardi intraprese il lavoro di modello e venne notato dalla Paramount, che lo scritturò dapprima come controfigura e poi per girare due film che gli permisero di conoscere l'attrice Madeleine Carroll, della quale s'innamorò e che poi sposò. Durante la seconda guerra mondiale, Hayden prese servizio nel C.O.I. (Coordinator of Information) e vi rimase anche quando si trasformò nell'O.S.S. (Office of Strategic Service), organismo di intelligence, padre dell'attuale CIA, ma con finalità esclusivamente mirate alle azioni di guerra. Prestò servizio anche nei Marines, sotto un altro nome (John Hamilton), e fu molto attivo sul fronte jugoslavo sfondando le linee tedesche e paracadutandosi in aiuto dei patrioti croati, tanto da meritarsi la "Stella d'argento" dalle forze armate americane ed un particolare riconoscimento dal Maresciallo Tito, leader jugoslavo.

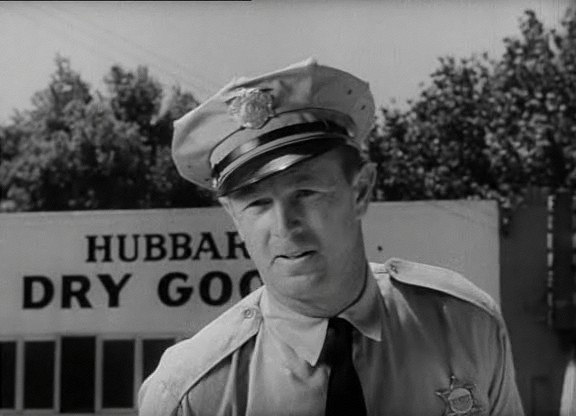
Sterling Hayden nel film Gangsters in agguato (1954)

L'ammirazione per i patrioti comunisti lo spinse ad unirsi per un breve periodo al Partito Comunista degli Stati Uniti d'America. Quest'adesione, e soprattutto alcuni comportamenti seguenti un po' controversi, segnarono sia la sua vita personale che la sua carriera. Quando venne istituita la Commissione per le attività antiamericane, allo scopo di smascherare gli aderenti al Partito Comunista e metterli al bando, Hayden si unì ad un gruppo di star hollywoodiane comprendente tra gli altri John Huston, Humphrey Bogart e Lauren Bacall, che giurarono di non essere comunisti ma che si opposero fermamente allo strumento della delazione e alla persecuzione verso artisti che avessero fatto parte del Partito Comunista.
Di fatto, però, Hayden si autodenunciò segretamente e fece dei nomi. Anche se, secondo la sua ex moglie Betty De Noon, fece solo nomi già in possesso della Commissione, la decisione dell'attore fu tormentata, tanto che, come egli stesso dichiarò nella sua autobiografia intitolata Wanderer (ossia Vagabondo), "Non avete la più pallida idea del disprezzo che ho avuto per me stesso il giorno che feci quella cosa". Quando la circostanza divenne di pubblico dominio, si sentirono traditi sia i suoi vecchi compagni comunisti sia i suoi colleghi contrari alla delazione.
Hayden dichiarò più volte di non provare nessuna passione per la professione di attore, ma di considerarla più che altro un mezzo per poter guadagnare soldi per vivere e per finanziare i suoi viaggi. Nel 1959, dopo un amaro divorzio, che tra l'altro lo limitava nella possibilità di vedere i propri figli, prese con sé tutti e quattro i suoi bambini e partì per Tahiti, sfidando le decisioni del Tribunale. Con quattro matrimoni alle spalle, e altrettanti divorzi (tre dei quali sempre con Betty De Noon, con cui ebbe un rapporto turbolento), nel 1960 sposò Catherine Devine McConnell, che fu la sua compagna fino alla fine e che gli diede altri due figli.
Ritornò in auge nei primi anni settanta grazie a un ruolo nel film Il padrino (1972), il capolavoro di Francis Ford Coppola, e in seguito ebbe un momento di popolarità anche grazie alla partecipazione a un popolare show televisivo della NBC, dove ebbe modo di raccontare tutte le sue disavventure. Vicissitudini che non erano ancora finite, se è vero che nel 1975 dovette rinunciare alla parte di protagonista ne Lo squalo perché si trovava all'estero per sfuggire al fisco americano. Un periodo di "soggiorno forzato" in Europa gli permise, tra l'altro, di prendere parte a Novecento (1976), il grande affresco di Bernardo Bertolucci. Nel 1976 pubblicò il suo secondo libro (il primo fu l'autobiografia Wanderer del 1963), un romanzo storico intitolato Voyage: A Novel of 1896, che ebbe un discreto successo.
Morì nel 1986 nella sua casa di Sausalito, in California, a seguito di un cancro alla prostata.

## Riconoscimenti militari
Di seguito sono riportati i riconoscimenti ricevuti da Hayden durante la seconda guerra mondiale:
| Template:Ribbon devices/alt                           | Silver Star Medal                                                                              |
| Template:Ribbon devices/alt                           | American Campaign Medal                                                                        |
| Arrowhead · Bronze star · Template:Ribbon devices/alt | European-African-Middle Eastern Campaign Medal with Arrowhead Device and 1 bronze service star |
| Template:Ribbon devices/alt                           | World War II Victory Medal                                                                     |

## Nei media
Nella sua qualità di interprete di film famosi (Johnny Guitar, ad esempio), Hayden è citato nella canzone a lui intitolata - Sterling Hayden - dal cantautore Tom Russell e pubblicata nell'album Mesabi, distribuito a settembre 2011.

## Filmografia

### Cinema
- Virginia, regia di Edward H. Griffith (1941)
- Passaggio a Bahama (Bahama Passage), regia di Edward H. Griffith (1941)
- Bagliore a mezzogiorno (Blaze of Noon), regia di John Farrow (1947)
- Rivista di stelle (Variety Girl), regia di George Marshall (1947)
- La traccia del serpente (Manhandled), regia di Lewis R. Foster (1948)
- El Paso, regia di Lewis R. Foster (1949)
- Giungla d'asfalto (The Asphalt Jungle), regia di John Huston (1950)
- Journey into Light, regia di Stuart Heisler (1951)
- La diva (The Star), regia di Stuart Heisler (1952)
- La cavalcata dei diavoli rossi (Flaming Feather), regia di Ray Enright (1952)
- La grande avventura del generale Palmer (Denver and Rio Grande), regia di Byron Haskin (1952)
- Hellgate - Il grande inferno (Hellgate), regia di Charles Marquis Warren (1952)
- Fuoco a Cartagena (The Golden Hawk), regia di Sidney Salkow (1952)
- Solo per te ho vissuto (So Big), regia di Robert Wise (1953)
- Resistenza eroica (Fighter Attack), regia di Lesley Selander (1953)
- L'assalto al Kansas Pacific (Kansas Pacific), regia di Ray Nazarro (1953)
- La città spenta (The City is Dark), regia di André De Toth (1954)
- Il principe coraggioso (Prince Valiant), regia di Henry Hathaway (1954)
- La freccia nella polvere (Arrow In the Dust), regia di Lesley Selander (1954)
- Johnny Guitar, regia di Nicholas Ray (1954)
- Anatomia di un delitto (Naked Alibi), regia di Jerry Hopper (1954)
- Gangsters in agguato (Suddenly), regia di Lewis Allen (1954)
- Timberjack, regia di Joseph Kane (1955)
- Taxi da battaglia (Battle Taxi), regia di Herbert L. Strock (1955)
- Canne infuocate (Shotgun), regia di Lesley Selander (1955)
- Bandiera di combattimento (The Eternal Sea), regia di John H. Auer (1955)
- Nessuno mi fermerà (Top Gun), regia di Ray Nazarro (1955)
- Alamo (The Last Command), regia di Frank Lloyd (1955)
- Colpo proibito (The Come On), regia di Russell Birdwell (1956)
- Rapina a mano armata (The Killing), regia di Stanley Kubrick (1956)
- Delitto senza scampo (Crime of Passion), regia di Gerd Oswald (1957)
- Cortina di spie (5 Steps to Danger), regia di Henry S. Kesler (1957)
- Pistolero senza onore (Gun Battle at Monterey), regia di Carl K. Hittelman e Sidney Franklin Jr. (1957)
- Ora zero (Zero Hour!), regia di Hall Bartlett (1957)
- La donna del ranchero (Valerie), regia di Gerd Oswald (1957)
- Lo sceriffo di ferro (The Iron Sheriff), regia di Sidney Salkow (1957)
- Oro nella polvere (Ten Days to Tulara), regia di George Sherman (1958)
- Il terrore del Texas (Terror in a Texas Town), regia di Joseph H. Lewis (1958)
- Il dottor Stranamore - Ovvero: come ho imparato a non preoccuparmi e ad amare la bomba (Dr. Strangelove or: How I Learned to Stop Worrying and Love the Bomb), regia di Stanley Kubrick (1964)
- Canto per un altro Natale (Carol for Another Christmas), regia di Joseph L. Mankiewicz (1964) - film TV
- Uno sporco contratto (Hard Contract), regia di S. Lee Pogostin (1969)
- Ternos Caçadores, regia di Ruy Guerra (1969)
- Loving, regia di Irvin Kershner (1970)
- Da parte degli amici: firmato mafia! (Le Saut de l’ange), regia di Yves Boisset (1971)
- Il padrino (The Godfather), regia di Francis Ford Coppola (1972)
- Le Grand départ, regia di Martial Raysse (1972)
- Il lungo addio (The Long Goodbye), regia di Robert Altman (1973)
- Alfa e omega, il principio della fine (The Final Programme), regia di Robert Fuest (1973)
- La traccia (Deadly Strangers), regia di Sidney Hayers (1974)
- Cipolla Colt, regia di Enzo G. Castellari (1975)
- Novecento, regia di Bernardo Bertolucci (1976)
- Il re degli zingari (King of the Gypsies), regia di Frank Pierson (1978)
- Rebus per un assassinio (Winter Kills), regia di William Richert (1979)
- Morire a Belfast (The Outsider), regia di Tony Luraschi (1979)
- Dalle 9 alle 5... orario continuato (Nine to Five), regia di Colin Higgins (1980)
- A tutto gas (Gas), regia di Les Rose (1981)
- Venom, regia di Piers Haggard (1981)

### Televisione
- Celebrity Playhouse – serie TV, episodio 1x39 (1956)
- General Electric Theater – serie TV, episodio 6x08 (1957)
- Goodyear Theatre – serie TV, episodio 2x05 (1958)
- The Starlost: The Beginning - film TV (1980)
- Il grigio e il blu (The Blue and the Gray), regia di Andrew V. McLaglen - serie TV (1982)

## Doppiatori italiani
Nelle versioni in italiano delle opere in cui ha recitato, Sterling Hayden è stato doppiato da:
- Emilio Cigoli in El Paso, La traccia del serpente, Giungla d'asfalto, La cavalcata dei diavoli rossi, Hellgate - Il grande inferno, Fuoco a Cartagena, La freccia nella polvere, Johnny Guitar, Gangsters in agguato, Taxi da battaglia, Timberjack, Bandiera di combattimento, Canne infuocate, Alamo, Colpo proibito, Rapina a mano armata, Delitto senza scampo, Cortina di spie, Ora zero, Da parte degli amici: firmato mafia!
- Giorgio Capecchi in Passaggio a Bahama/L'isola delle passioni, La città spenta, Nessuno mi fermerà
- Mario Pisu in La diva, Solo per te ho vissuto, Il principe coraggioso
- Adolfo Geri in Bagliore a mezzogiorno
- Mario Feliciani ne Il dottor Stranamore
- Gino Donato ne Il padrino
- Glauco Onorato ne Il lungo addio
- Sergio Graziani in Cipolla Colt
- Renato Mori in Novecento
- Sergio Fiorentini in Venom
- Luciano De Ambrosis ne Il padrino (ridoppiaggio)